# Maria Grigoraș
Maria Grigoraș (Unțeni, 23 luglio 1956) è un'ex cestista rumena.

## Carriera
Con la Romania ha disputato i Campionati europei del 1980.